# Typhlodromus majumderi
Typhlodromus majumderi är en spindeldjursart som beskrevs av Gupta 1986. Typhlodromus majumderi ingår i släktet Typhlodromus, och familjen Phytoseiidae. Inga underarter finns listade.